# Nadia Krezyman
Nadia Krezyman (Poznań, 22 giugno 2004) è una calciatrice polacca, centrocampista offensivo del Digione e attaccante della nazionale polacca.

## Carriera

### Club
Krezyman si avvicina al calcio già molto giovane; nella stagione 2015-2016 disputa con l'Uniwersytet Futbolu Poznań la Poznańska Liga Orliczek, torneo locale destinato a formazioni giovanili dove si mette in luce siglando 5 reti.
Dopo aver indossato la maglia delle formazioni giovanili del Błękitni Owińska fino a maggio 2017, nell'estate successiva Krezyman si trasferisce al SMS Łódź, giocando ancora qualche anno a livello giovanile prima di essere promossa in prima squadra dalla stagione 2020-2021, esordendo poco più che sedicenne, sotto la guida tecnica di Marek Chojnacki, in Ekstraliga Kobiet,  massima serie del campionato polacco femminile di calcio, già alla 1ª giornata di campionato, rilevando Tatiana Markusheuskaya al 63' dell'incontro casalingo vinto 2-0 sull'UJ Kraków. In seguito Chojnacki continua a darle fiducia impiegandola con una certa regolarità in campionato, totalizzando alla sua prima presenza in Ekstraliga 16 presenze, su 22 incontri di campionato, con 3 reti realizzate.
La stagione seguente Chojnacki la impiega con ancora maggiore regolarità, con la centrocampista che contribuisce con 4 reti, su 20 incontri giocati, alla conquista del primo titolo di campione di Polonia del club di Łódź, titolo che affianca la stagione successiva a quello di Coppa. Il successo in Ekstraliga Kobiet 2021-2022 le offre l'opportunità di debuttare anche in UEFA Women's Champions League per l'edizione seguente, con la sua squadra che deve affrontare la prima fase di qualificazione. In quest'occasione Krezyman scende in campo in entrambi gli incontri giocati nel gruppo 5, con la sua squadra che dopo aver perso la partita di semifinali per 3-2 con le belghe dell'Anderlecht vince di misura la finale per il 3º posto con le lituane del Gintra.
Nell'estate 2024 viene annunciato il suo trasferimento in Francia per la sua prima esperienza professionale all'estero, firmando un contratto biennale con il Digione a partire dalla stagione 2024-2025. A disposizione del tecnico Sébastien Joseph, Krezyman da il suo debutto in Première Ligue, livello di vertice del campionato francese di categoria, già alla 1ª giornata di campionato, scendendo in campo da titolare nel pareggio esterno per 1-1 con lo Strasburgo. La sua prima stagione francese si rivela ben più che positiva, contribuendo a far raggiungere alla sua squadra prima il 4º posto nella stagione regolare, conquistando quindi l'accesso ai play-off di Première Ligue venendo però subito eliminato in semifinale, mentre in Coppa di Francia la corsa si ferma già ai quarti di finale.

### Nazionale
Krezyman inizia ad essere convocata dalla Federcalcio polacca dal 2017, scelta dalla selezionatrice Patrycja Jankowska per indossare la maglia della formazione under 15 per poi rimanere almeno fino al 2019, sotto la guida di Paulina Kawalec che la chiama per un doppio confronto amichevole con le pari età del Portogallo.

## Statistiche

### Presenze e reti nei club
Statistiche (parziali) aggiornate al 17 maggio 2025.
| Stagione        | Squadra         | Campionato      | Campionato | Campionato | Coppe nazionali | Coppe nazionali | Coppe nazionali | Coppe continentali | Coppe continentali | Coppe continentali | Altre coppe | Altre coppe | Altre coppe | Totale | Totale |
| Stagione        | Squadra         | Comp            | Pres       | Reti       | Comp            | Pres            | Reti            | Comp               | Pres               | Reti               | Comp        | Pres        | Reti        | Pres   | Reti   |
| --------------- | --------------- | --------------- | ---------- | ---------- | --------------- | --------------- | --------------- | ------------------ | ------------------ | ------------------ | ----------- | ----------- | ----------- | ------ | ------ |
| 2024-2025       | Digione         | PL              | 16         | 3          | CF              | 1               | 0               | -                  | -                  | -                  | -           | -           | -           | 17     | 3      |
| Totale carriera | Totale carriera | Totale carriera | .          | .          | -               | .               | .               | -                  | .                  | .                  | -           | -           | -           | .      | .      |

## Palmarès

### Club

#### Competizioni nazionali
- Campionato polacco: 1

SMS Łódź: 2021-2022
- Coppa di Polonia femminile: 1

SMS Łódź: 2022-2023